# Liste der Mitglieder des Landtages (Freistaat Mecklenburg-Strelitz) (Verfassunggebende Versammlung)
Diese Liste gibt einen Überblick über alle Mitglieder des Landtags des Freistaates Mecklenburg-Strelitz (Verfassunggebende Versammlung) (1918 bis 1919).

## B
- Wilhelm Bargstädt (SPD)
- August Becker (SPD)
- Wilhelm Bollow (SPD)
- David Botzenhardt (SPD)
- Karl Brachmann (DDP)

## D
- Willy Decker (SPD)
- Friedrich Drews (SPD)

## H
- Ludwig Halling (DDP)
- Karl Hellwig (SPD)
- Ferdinand Herbst (SPD)
- Paul Herzke (DDP)

## K
- Max Köller (fraktionslos)
- Karl Kort (SPD)
- Hans Krüger (Neustrelitz) (SPD)
- Rudolf Krüger (Friedland) (SPD)

## L
- Hermann Lange (DDP)
- Hans Lentz (DDP)

## M
- Karl Meltz (DDP)
- Bill Müller (SPD)

## N
- Johannes Neumann (DDP)

## O
- Eduard Oldenburg (DDP)

## P
- Otto Piper (DDP)
- Hans Pöhlmann (DDP)

## R
- Franz Radloff (DNVP)
- Karl Rhode (SPD)
- Wilhelm Rohde (SPD)
- Max Rüh (SPD)
- Gustav Rühberg (DDP)

## S
- Wilhelm Sauerwein (DDP)
- Paul Schaffer (SPD)
- Heinrich Schleiß (SPD)
- Hermann Schmidt (DDP)
- Johannes Schmidt (SPD)
- Karl Schmidt (DDP)
- Wilhelm Schmidt (SPD)
- Peter Stubmann (DDP)

## T
- Richard Tiedt (DDP)

## W
- August Warncke (SPD)
- Friedrich Weber (DDP)
- Erna Weiland (SPD)
- Georg Weise (DDP)
- Friedrich Wilda (DDP)